# ثروت و دارایی
ثروت و دارایی (به هندی: Dhan Daulat) فیلمی هندی محصول سال ۱۹۸۰ و به کارگردانی هریش شاه است. در این فیلم بازیگرانی همچون راجندرا کومار، مالا سینها، ریشی کاپور، نیتو سینگ، پریم چوپرا، پران، قادرخان و آقا ایفای نقش کرده‌اند.